# سوزی لندلز
سوزی لندلز (انگلیسی: Suzie Landells؛ زادهٔ ۱۲ دسامبر ۱۹۶۴) شناگر زن اهل استرالیا بود.
وی در مسابقات کشوری و بین‌المللی در مجموع برندهٔ ۱ مدال نقره شده‌است.